# Fruit défendu
Pour les articles homonymes, voir Fruit défendu (homonymie).

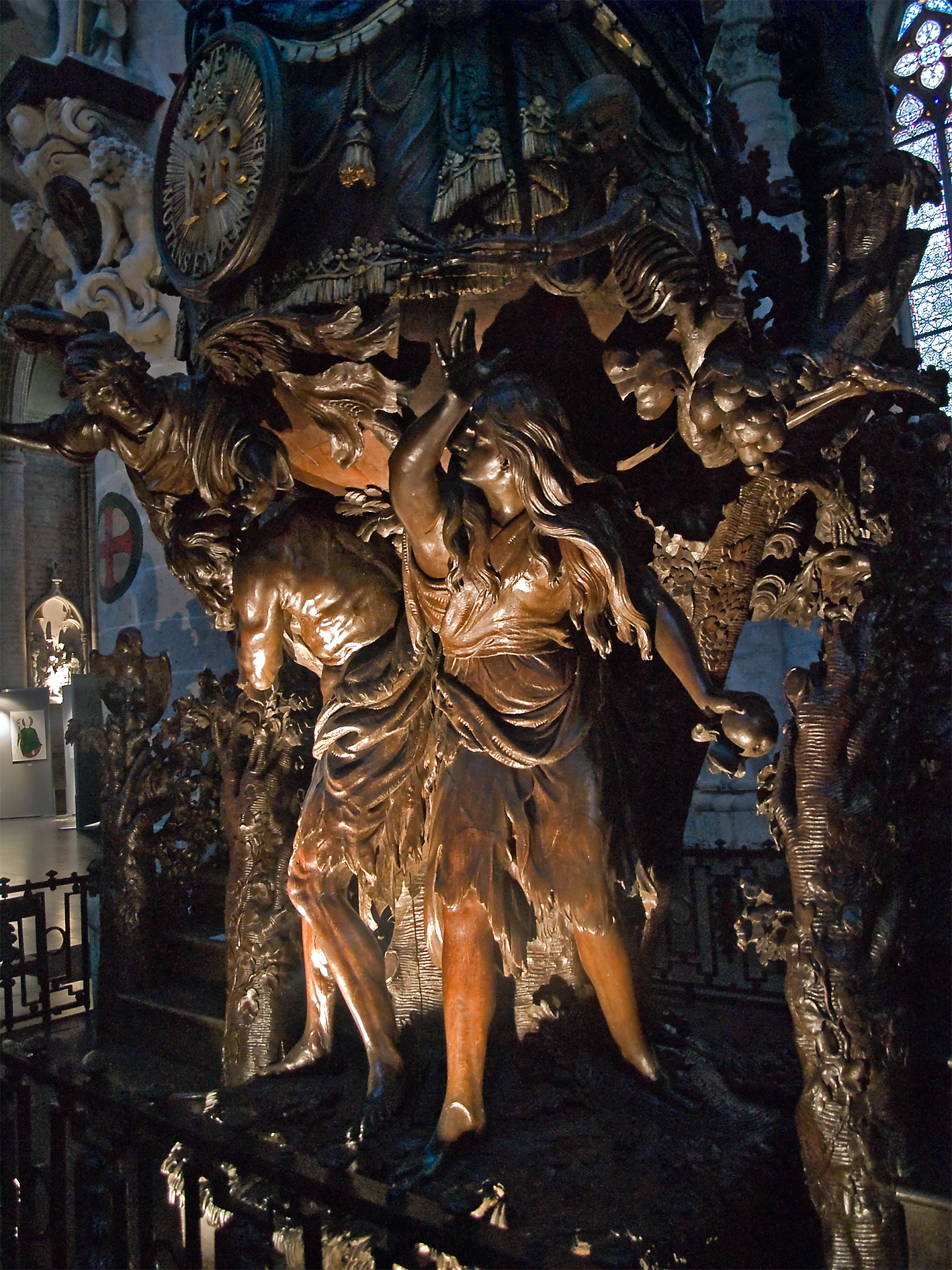
Adam et Ève chassés du jardin d'Éden, chaire de la cathédrale Saints-Michel-et-Gudule de Bruxelles (détail). Ève tient encore le fruit défendu dans sa main.

Le fruit défendu est, selon le récit biblique de la Genèse, le fruit de l'Arbre de la connaissance du bien et du mal, lui-même aux côtés de l'Arbre de Vie, au milieu du Jardin d'Éden, comme il est indiqué en Genèse 2:9, puis comme cela est rappelé par la Femme (qui ne s'appelle pas encore Ève à ce moment du récit) en Genèse 3:3.

## Récit biblique[3]
Yahvé prévient Adam des risques encourus à consommer du fruit de l'arbre de la connaissance du bien et du mal et le prohibe sauf que le serpent (« Nahash » en hébreu) tente Ève, qui en mange avec Adam. Il décide alors d'expulser Adam et Ève de l'Éden et place des « chérubins qui agitent une épée flamboyante, pour garder le chemin de l'arbre de vie », afin qu'ils ne soient pas immortels et accèdent définitivement à la connaissance absolue du bien et du mal.

## Interprétations
Même si le pommier est le plus souvent cité, parce que c'est un arbre courant en Europe, l'espèce de l'arbre n'est pas indiquée dans les textes. Ainsi, selon les interprétations, le fruit défendu serait une pomme, une poire, une figue ou une grenade (principalement en Arménie).
La référence fréquente à la pomme pourrait être due au fait qu'en latin, pomum signifie « fruit », le terme propre pour désigner les pommes étant malum, mala. Ainsi, quand les peintres ont illustré le fruit défendu ils ont le plus souvent choisi celui qui paraissait le mieux correspondre au terme pomum, la pomme, mais Dürer dans son tableau la Vierge à la poire utilise la poire.
Selon d'autres interprétations, la pomme est restée associée au péché originel, du fait de la traduction latine de la Vulgate et aussi du fait que si malus est le nom du pommier en latin, c'est aussi l'adjectif pour « mauvais », c'est-à-dire interdit. Du fait de cette confusion, la pomme peut symboliser aussi bien l'acte sexuel que la connaissance interdite[réf. nécessaire].
Michel Bakounine, dans Dieu et l'État estime que le vrai sens de ce mythe est l'accès de l'homme à la conscience qui le fait échapper à la condition animale et au diktat de l'instinct, mais au prix de la culpabilité de ses actes, dont il devient pleinement responsable.
Depuis quelques siècles, le fruit défendu est aussi présenté comme un symbole du péché de chair. Toutefois, dans le texte de la Genèse, Adam et Ève sont mariés par Dieu qui leur ordonne de croître et de multiplier.
Selon une interprétation répandue, le serpent du récit est le Diable, ou est animé par lui.
Ce récit biblique et son interprétation trouvent un écho direct avec le nom « pomme d'Adam » pour désigner le cartilage thyroïde apparent chez l'homme. Le morceau de pomme croqué par Adam lui serait resté coincé dans la gorge.

## Autres fruits
Dans plusieurs églises, on trouve des interprétations de la scène du péché originel avec une grappe de raisin. Voir par exemple les chapiteaux sculptés dans la basilique de Vézelay en Bourgogne, dans la basilique Saint-Sernin de Toulouse, dans l'abbaye Sainte-Geneviève de Paris, dans la cathédrale de Gérone en Espagne ou encore dans la basilique Notre-Dame-du-Port.
La feuille de vigne sert d'ailleurs à cacher la nudité, même sur les arbres portant des pommes. D'autres cas présentent des feuilles de figuier avec des figues, des pommes ou du raisin. La Bible dit cependant : « Alors ils se firent des pagnes en cousant ensemble des feuilles de figuier. » Genèse 3 verset 7, traduction Semeur.
Sur un chapiteau du monastère de Sant Pere de Rodes (Espagne), le fruit défendu est un épi de blé.
Sur la fresque de la chapelle romane Saint-Jean-des-Vignes à Saint-Plancard (Haute-Garonne), le fruit défendu serait une olive.